# Joe Chivers
Joe Chivers (eigentlich Joseph Chivers; * 16. März 1951) ist ein ehemaliger britischer Sprinter.
Bei den British Commonwealth Games 1970 in Edinburgh für Nordirland startend schied er über 200 Meter im Vorlauf aus und wurde Achter in der 4-mal-100-Meter-Staffel. 1974 scheiterte er bei den British Commonwealth Games in Christchurch über 200 und 400 Meter in der ersten Runde.
1975 wurde er Englischer Hallenmeister über 400 Meter. Je zweimal wurde er Nordirischer Meister über 200 Meter (1970, 1977) und 400 Meter (1973, 1977).

## Persönliche Bestzeiten
- 200 m: 21,6 s, 1973
- 400 m: 47,1 s, 19. Juli 1975, Wolverhampton